# مارغريت بانرمان
مارغريت بانرمان هي ممثلة كندية، ولدت في 15 ديسمبر 1896 في تورونتو في كندا، وتوفيت في 25 أبريل 1976 في إنغلوود في الولايات المتحدة.

## وصلات خارجية
- مارغريت بانرمان على موقع IMDb (الإنجليزية)
- مارغريت بانرمان على موقع قاعدة بيانات برودواي على الإنترنت (الإنجليزية)
- مارغريت بانرمان على موقع قاعدة بيانات الفيلم (الإنجليزية)